# Códice de Huexotzingo

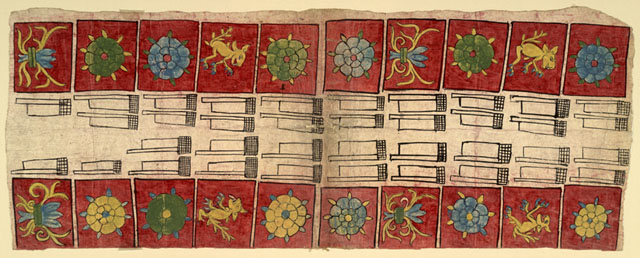
Códice de Huexotzingo (1531).

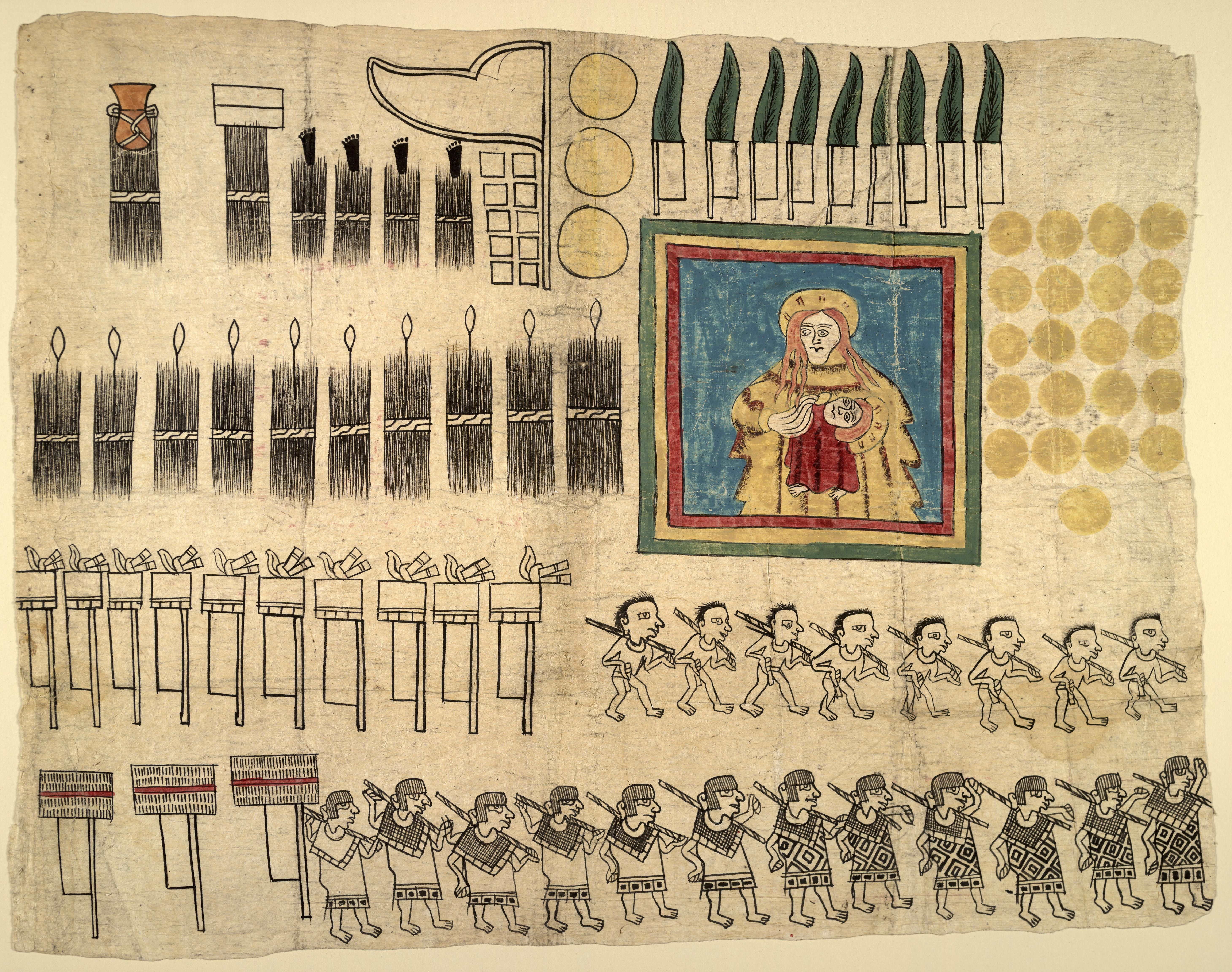
Panel 1 del códice con imagen de la Virgen con Niño y representación simbólica de los impuestos pagados.

El Códice de Huexotzingo, Códice de Huexotzinco o Códice de Huejotzingo es un documento de ocho hojas en papel amate hecho en Mesoamérica en 1531. 
Después de la conquista, Huexotzinco pasó a formar parte de las posesiones de Cortés. Mientras este se encontraba fuera del país entre 1529 y 1530, los administradores coloniales españoles impusieron a la comunidad impuestos excesivos, en forma de bienes y servicios. Cuando Cortés regresó, los nahuas se unieron a él en un caso legal contra los abusos de los administradores españoles.
Los querellantes ganaron la demanda en México, y posteriormente en España. El expediente muestra (en un documento descubierto en las colecciones de la Biblioteca del Congreso en Washington D. C.) que en 1538, Carlos I de España estuvo de acuerdo con la sentencia contra los administradores españoles y dictaminó que dos tercios de todos los impuestos obtenidos de los pobladores de Huexotzinco les fueran devueltos.